# Gare d'Eichhoffen
La gare d'Eichhoffen est une gare ferroviaire française de la ligne de Sélestat à Saverne située sur le territoire de la commune d'Eichhoffen dans le département du Bas-Rhin en région Grand Est.
C'est une halte voyageurs de la Société nationale des chemins de fer français (SNCF) du réseau TER Grand Est, desservie par des trains express régionaux.

## Situation ferroviaire
Établie à 203 mètres d'altitude, la gare d'Eichhoffen est située au point kilométrique (PK) 14,892 de la ligne de Sélestat à Saverne entre les gares de Epfig et de Barr.

## Histoire
La section de Sélestat à Barr de la ligne de Sélestat à Saverne est mise en service le 1er août 1877 par la Direction générale impériale des chemins de fer d'Alsace-Lorraine.

## Fréquentation
De 2015 à 2024, selon les estimations de la SNCF, la fréquentation annuelle de la gare s'élève aux nombres indiqués dans le tableau ci-dessous.
| Année     | 2015   | 2016   | 2017   | 2018   | 2019   | 2020  | 2021   | 2022   | 2023   | 2024   |
| --------- | ------ | ------ | ------ | ------ | ------ | ----- | ------ | ------ | ------ | ------ |
| Voyageurs | 17 520 | 16 648 | 14 473 | 10 526 | 13 322 | 8 899 | 10 149 | 11 178 | 10 232 | 12 048 |

## Service des voyageurs

### Accueil
Halte SNCF, c'est un point d'arrêt non géré (PANG) à accès libre. Elle est équipée d'automates pour l'achat de titres de transport.

### Desserte
Eichhoffen est une halte voyageurs SNCF du réseau TER Grand Est desservie par des trains express régionaux de la relation Strasbourg - Obernai - Barr - Sélestat.

### Intermodalité
Un parc pour les vélos et un parking pour les véhicules y sont aménagés.

## Patrimoine ferroviaire
Le bâtiment voyageurs, devenu une habitation privée, appartient à un plan type standard de la Direction des chemins de fer d'Alsace-Lorraine. Pratiquement identique à celui de la gare de Romanswiller, il présente également des similarités avec celui de la gare de Rosheim. Il se compose d'un bâtiment d'un étage à trois ouvertures coiffé d'un toit à deux croupes ; côté rue, la travée de droite est remplacée par une tour de section rectangulaire à la toiture en pointe. La façade est en grès sauf pour la halle à marchandises en bois, positionnée à droite, qui a été remplacé par une construction en maçonnerie.